# Histoire de l'information financière en direct
L'histoire de l'information financière en direct a contribué à l'accélération du progrès technique dans l'industrie des télécommunications et de l'informatique.
Les nouvelles susceptibles d'influencer les cours de bourse et les cours eux-mêmes sont diffusés par des messagers à cheval ou sur des embarcations rapides, puis par le télégraphe et le télétype, appelé aussi télex. L'histoire s'est accélérée dans les années 1960 lorsque Gerald Long (1923-1998), le directeur général de Reuters de 1963 à 1981, a mené une vigoureuse politique de diversification progressive vers les activités d'information financière.

## Les navires duJournal of Commerceen 1829
Fin 1828, Gerard Hallock est avec Arthur Tappan, les frères Morse et David Hale aux manettes du Journal of Commerce, qui achète un petit schooner, bateau rapide et léger, avec pour mission d'aller à la rencontre des gros navires traversant l'Atlantique, afin de s'emparer des journaux venus d'Europe et de s'informer avant tout le monde. C'est le moyen pour Wall Street, fondée en 1792, de devenir une place financière en avance sur la Bourse de Philadelphie, qui est encore au début du XIXe siècle la capitale et la plus grande ville des États-Unis. L'affaire marche bien et un second bateau, plus rapide encore, est acheté et baptisé The evening edition. Les journaux concurrents affrètent à leur tour un bateau, nommé le News Boy.
Pour aller encore plus rapidement à la rencontre des navires, cueillir les nouvelles puis les transmettre, Hollock et Hale installent un sémaphore sur une hauteur de la presqu'île de Sandy Hook, afin de communiquer par télégraphe optique jusqu'à Staten Island, puis Wall Street. Sandy Hook devient le pseudonyme d'une chronique très lue car riche en nouvelles fraîches, signée tous les jours dans le Journal of Commerce par Alexander Jones, qui sera quinze ans plus tard le premier directeur de l'Associated Press.

## Le Pony express New York - Philadelphie de 1833
En 1833, ils créent le Pony express New York - Philadelphie, qui consiste en huit cavaliers se relayant sur le trajet de 160 kilomètres entre la capitale fédérale et le grand port de la côte ouest, afin d'acheminer à cheval les nouvelles du congrès et les décisions du gouvernement. Le système fonctionne tellement bien que le gouvernement américain décide de se l'approprier, laissant le se lancer dans une autre liaison, entre Washington et New York, avec 24 chevaux, qui est le plus souvent réalisée en moins de 24 heures.

## Les pigeons de James Gordon Benett en 1840
En 1840, c'est le concurrent James Gordon Bennett, du New York Herald, qui lance un système de Pony express avec pigeons voyageurs entre New York et Albany pour les messages du gouverneur. En juillet 1840, le premier navire à vapeur de la Cunard, le Britannia, commence à naviguer entre Liverpool et Boston, marquant le début d'un service régulier avec des navires à vapeur pour les passagers et les cargaisons. La Cunard doit faire face à de nombreux concurrents au Royaume-Uni, en France, aux États-Unis et en Allemagne, mais elle reste un des leaders du marché des transatlantiques.

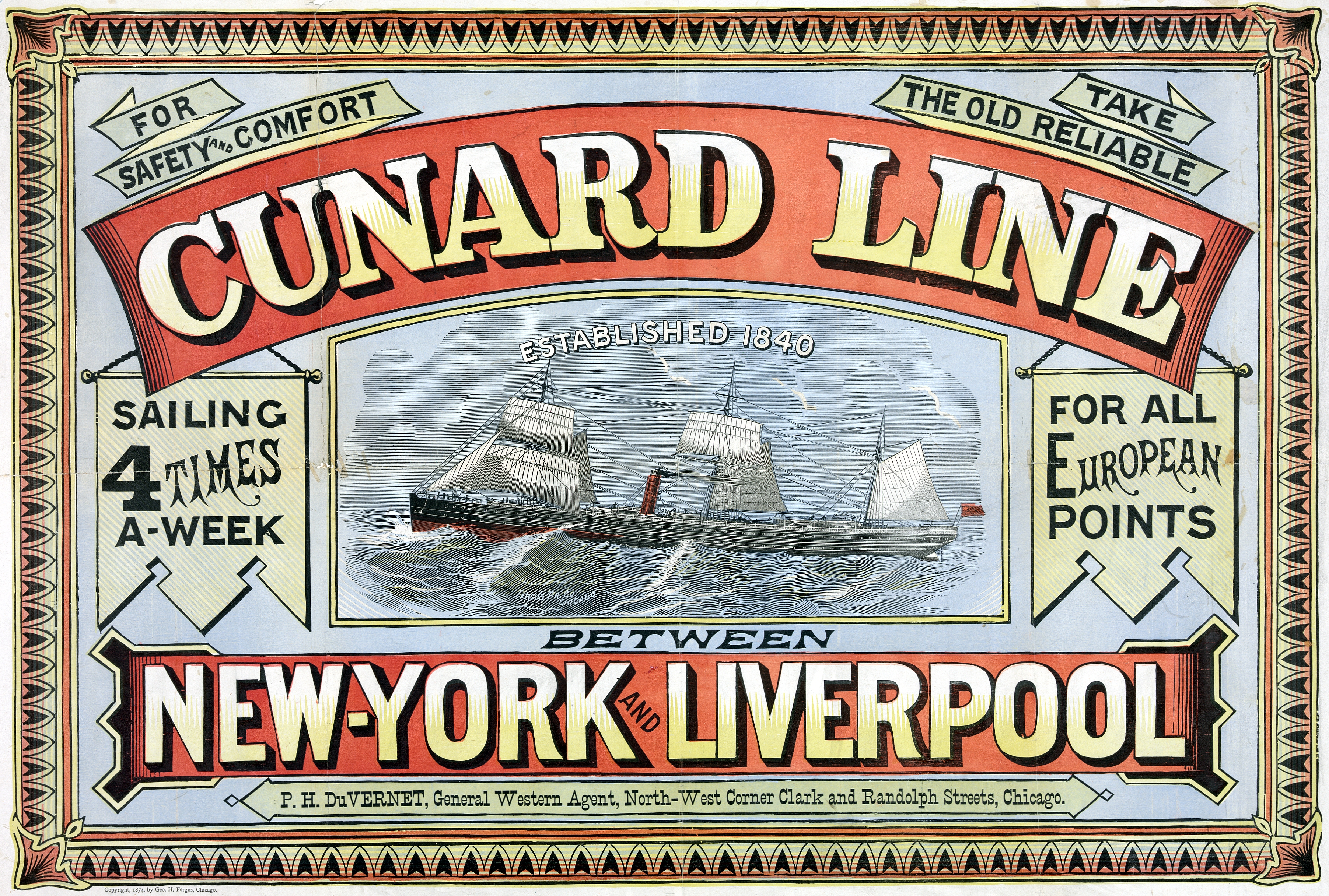
Affiche de la Cunard Line, 1875

Bennett va à la rencontre des navires, collecte les nouvelles, les transmet par pigeon voyageur vers le port d'où un "pony express" les transmet à New York.

## Le Pony express de Nouvelle-Écosse, en 1849
Ce système permet de relier à cheval Digby et Halifax, le seul grand port canadien libre de glaces toute l'année. Les six journaux réunis au sein de l'agence se partageant les frais: plusieurs cavaliers se relaient, à partir de février 1849, pour parcourir à bride abattue les 243 kilomètres séparant Halifax et Victoria Beach, près de Digby, de l'autre côté de la péninsule de Nouvelle-Écosse Les cavaliers traversent la Nouvelle-Écosse de part en part, pendant onze heures et demie. De Digby, un steamer rapide traverse les 70 kilomètres de la baie de Fundy pour arriver à Saint-Jean au Nouveau-Brunswick, terminus d'une ligne télégraphique nouvellement construite. De là les nouvelles sont télégraphiées à New York.

## Les suites du Krach de 1929
Au début des années 1930, la Securities and Exchange Commission est créée par la loi boursière de 1934. Elle est confiée à Joseph P. Kennedy, dont le fils John F. Kennedy sera élu président un quart de siècle plus tard. Avec l'accord de Richard Whitney (en), le président du New York Stock Exchange, la SEC demande alors à Teleregister, qui deviendra Bunker Ramo puis Telequote-Nasdaq, de conserver les premiers historiques de cours et d'accélérer les transmissions, afin de pouvoir conserver des historiques de cours, permettant d'analyser les dysfonctionnements du marché.

## Chronologie
- 1915 : Reuters s'effondre en Bourse, est rachetée par Sir Roderick Jones, célèbre pour avoir couvert la guerre des Boers en donnant la parole aux deux parties
- octobre 1929 : krach boursier, les machines en usage ne parviennent pas à taper assez vite le cours des actions. Un cycle de renouvellement profite à la société Teleregister
- 1919 : Extel se lance dans l'information financière sur les sociétés
- 1934 : le Securities Exchange Act réclame des machines permettant de conserver des historiques de cours, permettant d'analyser les dysfonctionnements du marché[5].
- 1941 : le gouvernement britannique créé pour Reuters un statut coopératif, protégeant son indépendance

### La bulle spéculative sur les transmissions
- 1961 : Scantlin Electronics fait une entrée en Bourse triomphale
- 1961 : Jack Scantlin créé Scantlin Electronics avec du capital-risque
- 1961 : bulle spéculative sur l'électronique, Teleregister touche un plus haut historique de 34 dollars, le krach de 1962 la ramenant sous le niveau de 4 dollars[6].
- fin 1961 : Ultronics Systems dispose de bureaux à New York et Philadelphie
- fin 1961 : 800 courtiers en Bourse utilisent le Quotron de Scantlin Electronics
- 1962 : Michael Nelson, directeur de Reuters Economic Services se rend à New York, pour négocier avec Jack Scantlin les droits sur son invention hors des États-Unis
- 1962 : Ultronics Systems achète 4 ordinateurs Control Data Corporation, basées à New York, tandis qu'ATT offre le service "dataphone", pour les transmissions.
- 1963 : Gerald Long (1923-1998) élu directeur général de Reuters
- 23 avril 1964, Reuters s'allie à l'américain Ultronics Systems, créé le Stockmaster
- 1964 : fondation de Bunker Ramo, Teleregister est intégré dans le nouvel ensemble
- 1967 : General Telephone Enterprise (GTE) rachète Ultronics Systems
- 1967 : Reuters résilie son accord avec Dow Jones and Company et l'Associated Press
- 1969 : fondation de la société Telerate

### La fin des taux de change fixes
- 1971 : fin de la convertibilité du dollar
- 1971 : Reuters créé le Money Monitor
- 1971 : création du Nasdaq américain
- 1973 : premier choc pétrolier
- 1973 : Reuters créé le Reuters Monitor
- 1977 : Telerate dégage un bénéfice de 1 million de dollars[7]

### L'émergence de SEAQ et Instinet
- 1980 : deuxième choc pétrolier, Paul Volcker panique, crise monétaires du SME
- 1981 : Reuters a doublé son chiffre d'affaires en quatre ans, Gerald Long s'en va
- 1981 : Michael Bloomberg, licencié de Salomon Brothers, créé Innovative Market Systems (IMS)[8]
- 1982 : Knight Ridder lance ses contenus en videotex
- 1983 : entrée en Bourse de Telerate
- 1983 : Instinet porte à sa tête Bill Lupien, se tourne vers le marché des courtiers.
- avril 1984 : Londres autorise la « double cotation », de valeurs cotées sur d'autres Bourses[9]
- 1984 : Londres en pourparlers avec les réseaux internationaux (Quotron, Reuters) pour offrir le SEAQ à 200 000 courtiers du monde entier[10].
- 1984 : entrée en Bourse de Reuters
- printemps 1984 : 3 500 actions américaines accessibles sur Instinet,  valorisé 85 millions de dollars, qui relie 500 courtiers dont 19 des 20 premiers.
- automne 1984 : l'action Telerate s'effondre
- 1984 : Dow Jones and Company prend 32 % du capital de Telerate
- septembre 1985 : Reuters réunit sur le même écran les cours de différents teneurs de marché, Londres interdit d'y participer
- février 1986 : Londres signe un accord avec Reuters, pour partager les infrastructures du SEAQ et préparer le big bang du 26 octobre 1986
- fin 1986 : Reuters annonce le rachat de la totalité du capital d'Instinet pour 102 millions de dollars[11].
- septembre 1987 : Dow Jones and Company monte à 56 % du capital de Telerate

### La montée en puissance de Bloomberg
- 1990 : Michael Bloomberg installe son 10 000e terminal[8]
- 1991 : l'AFP créé AFX News coentreprise entre Extel et le Financial Times
- 1994 : Michael Bloomberg embauche 300 journalistes pour créer Bloomberg Business News[12]
- 2004 : Reuters rachète Moneyline Telerate pour environ 175 millions de dollars
- 2007 et 2008 : Thomson Corporation rachète l'agence Reuters pour environ 12,7 milliards d'euros